# ビラル・クリバリ
- ビラル・クリバリー

ビラル・クリバリ（Bilal Coulibaly, 2004年7月26日 - ）は、フランスのサン＝クルー出身のプロバスケットボール選手。NBAのワシントン・ウィザーズに所属している。ポジションはスモールフォワード。

## 経歴

### 生い立ち
フランスで生まれ育ち、8歳の頃からバスケを始める。2017年からは地元のユースチームでプレーしていた。

### メトロポリタンズ92

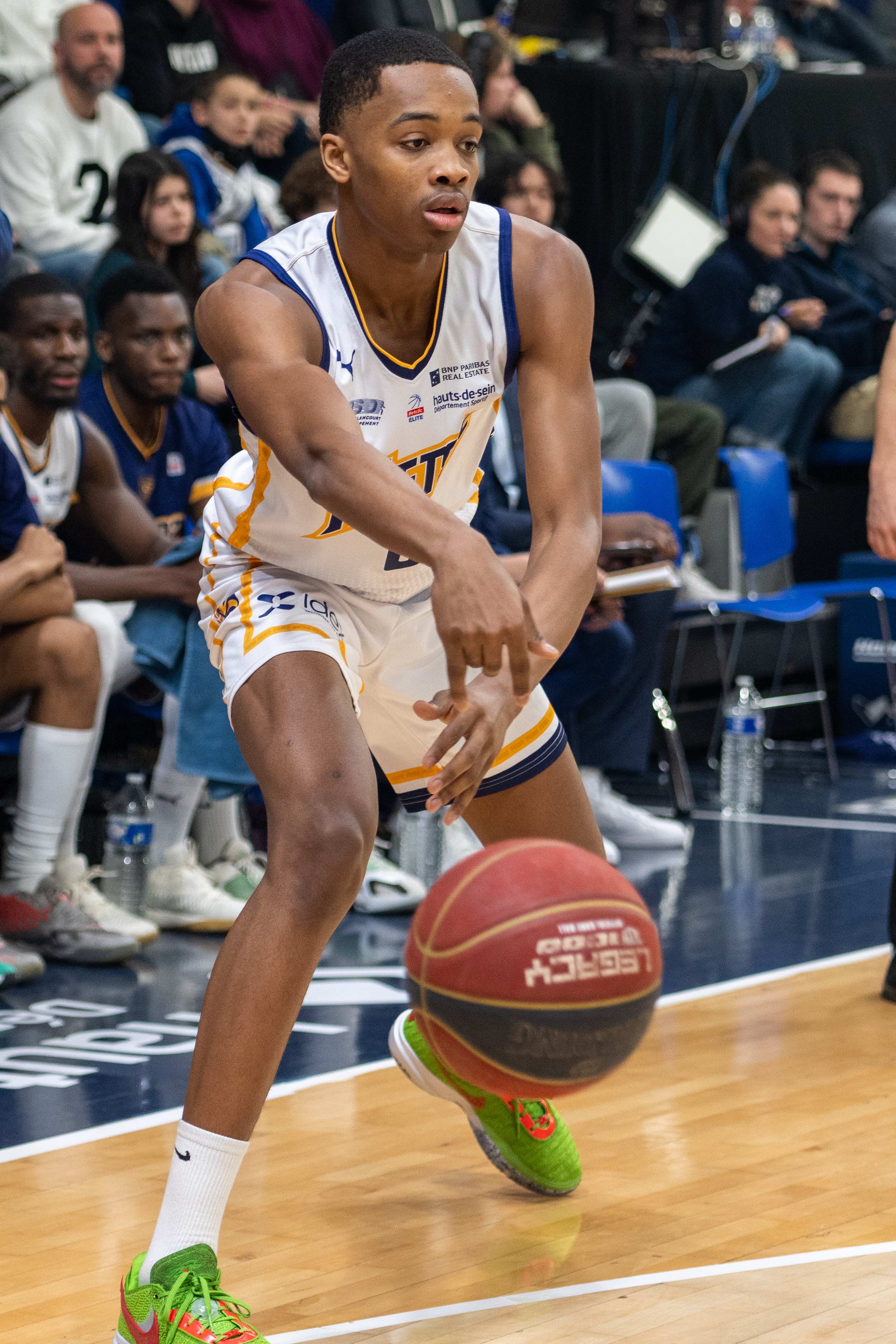
メトロポリタンズ92でのクリバリ（2023年）

2021年にLNBのメトロポリタンズ92のユースチームと契約した。
2022-23シーズンよりトップチームに昇格。このシーズンの序盤はユースチームの試合と掛け持ちしていた。チームで怪我人が続出していたこともあり出場機会を増やし、成績を伸ばした。

### ワシントン・ウィザーズ
2023年のNBAドラフトにて1巡目全体7位でインディアナ・ペイサーズから指名され、直後にジャレス・ウォーカーのドラフト交渉権、将来のドラフト2巡目指名権とのトレードで、交渉権がワシントン・ウィザーズへ放出された。7月2日にウィザーズとの契約に合意した。シーズン開幕前のサマーリーグでは4試合に出場し、平均12.3得点、4.8リバウンドを記録した。
2023-24シーズン、10月25日のインディアナ・ペイサーズ戦でNBAデビューを果たし、3得点、4リバウンド、3アシスト、3ブロックを記録したが、チームは120-143で敗れた。5日後のボストン・セルティックス戦で自身初となるスターターとして出場し、フランチャイズ史上最年少でスターターとして出場した選手（19歳96日）となった。12月8日のブルックリン・ネッツ戦で自身初のダブル・ダブルとなる11得点、10リバウンド、2アシストを記録したが、チームは97-124で敗れた。
2024年3月16日のシカゴ・ブルズ戦で右手首を骨折する怪我を負い、2日後に残りのシーズンを全休することが発表された。このシーズン、クリバリは63試合（内15試合先発）に出場し、平均8.4得点、4.1リバウンド、1.7アシストを記録した。

## 代表歴
2022年のU-18 ヨーロッパ選手権にフランス代表として出場し、平均7.7得点、3.9リバウンド、1アシストを記録した。
2024年のパリオリンピックにフランス代表で出場した。

## 個人成績

### NBA

#### レギュラーシーズン
| シーズン | チーム | GP  | GS | MPG  | FG%  | 3P%  | FT%  | RPG | APG | SPG | BPG | PPG  |
| -------- | ------ | --- | -- | ---- | ---- | ---- | ---- | --- | --- | --- | --- | ---- |
| 2023–24  | WAS    | 63  | 15 | 27.2 | .435 | .346 | .702 | 4.1 | 1.7 | .9  | .8  | 8.4  |
| 2024–25  | WAS    | 59  | 59 | 33.0 | .421 | .281 | .746 | 5.0 | 3.4 | 1.3 | .7  | 12.3 |
| 通算     | 通算   | 122 | 74 | 30.0 | .427 | .311 | .728 | 4.5 | 2.5 | 1.1 | .7  | 10.3 |